# Metabiantes
Metabiantes is een geslacht van hooiwagens uit de familie Biantidae.
De wetenschappelijke naam Metabiantes is voor het eerst geldig gepubliceerd door Roewer in 1915. 

## Soorten
Metabiantes omvat de volgende 41 soorten:
- Metabiantes armatus
- Metabiantes barbertonensis
- Metabiantes basutoanus
- Metabiantes cataracticus
- Metabiantes convexus
- Metabiantes filipes
- Metabiantes flavus
- Metabiantes hanstroemi
- Metabiantes incertus
- Metabiantes insulanus
- Metabiantes jeanneli
- Metabiantes kakololius
- Metabiantes kosibaiensis
- Metabiantes lawrencei
- Metabiantes leighi
- Metabiantes litoralis
- Metabiantes longipes
- Metabiantes machadoi
- Metabiantes maximus
- Metabiantes meraculus
- Metabiantes minutus
- Metabiantes montanus
- Metabiantes obscurus
- Metabiantes parvulus
- Metabiantes perustus
- Metabiantes pumilio
- Metabiantes punctatus
- Metabiantes pusulosus
- Metabiantes rudebecki
- Metabiantes stanleyi
- Metabiantes submontanus
- Metabiantes teres
- Metabiantes teretipes
- Metabiantes traegardhi
- Metabiantes trifasciatus
- Metabiantes ulindinus
- Metabiantes unicolor
- Metabiantes urbanus
- Metabiantes varius
- Metabiantes zuluanus
- Metabiantes zuurbergianus